# Wang Liangyao
Wang Liangyao (21 novembre 2003) è una saltatrice con gli sci cinese.

## Biografia
Attiva dall'ottobre del 2019, la Wang ha esordito in Coppa del Mondo il 31 dicembre 2021 a Ljubno (39ª) e ai Campionati mondiali a Planica 2023, dove si è classificata 40ª nel trampolino normale, 31ª nel trampolino lungo e 8ª nella gara a squadre; non ha preso parte a rassegne olimpiche.

## Palmarès

### Coppa del Mondo
- Miglior piazzamento in classifica generale: 49ª nel 2023